# Volkswagen Polo Classic
Volkswagen Polo Classic je automobil njemačke marke Volkswagen i proizvodio se od 1995. – 2001. godine. Facelifting je bio 1999. godine.

## Motori
- 1.4 L, 44 kW (60 KS)
- 1.4 L, 55 kW (75 KS)
- 1.6 L, 55 kW (75 KS)
- 1.6 L, 74 kW (100 KS)
- 1.7 L dizel, 42 kW (57 KS)
- 1.9 L dizel, 47 kW (64 KS)
- 1.9 L dizel, 50 kW (68 KS)
- 1.9 L turbo dizel, 66 kW (90 KS)
- 1.9 L turbo dizel, 81 kW (110 KS)